# (13118) La Harpe
(13118) La Harpe (1993 UX4) – planetoida z pasa głównego asteroid okrążająca Słońce w ciągu 5,16 lat w średniej odległości 2,99 j.a. Odkryta 20 października 1993 roku.